# Пермь-Котласская железная дорога
Пермь-Котласская железная дорога — железная дорога в Российской империи, построена за счёт государственной казны в 1895—1898 годах. Линия проложена из Перми на Глазов, Вятку к пристаням на Северной Двине. С 1900 года в составе Пермской железной дороги. В настоящее время линии исторической дороги относятся к Северной ж. д., Горьковской ж. д. и Свердловской ж. д.

## История
13 (25) мая 1895 года указом императора Николая II утверждено положение Комитета Сибирской железной дороги о строительстве железной дороги из Перми через Вятку и порты Северной Двины в Котлас. Сооружение линии производилось через Управление по сооружению Сибирской железной дороги. Управление строительными работами расположилось в Вятке.
1 (13) марта 1899 года началось движение поездов.
В 1900 году объединена с Пермь-Тюменской железной дорогой (до 1898 года — Уральская горнозаводская железная дорога) в единую Пермскую железную дорогу с управлением в городе Пермь.
С 1937 года — переименована в железную дорогу имени Л. М. Кагановича, которая в 1944 году была разделена на Пермскую и Свердловскую железные дороги. С 1953 года часть бывшей Пермь-Котласской дороги в составе Свердловской железной дороги, большая часть (от станции Чепца до станции Сусоловка) в составе Горьковской железной дороги.

## Станции
- Вокзал станции Пермь I
- Вокзал станции Пермь II
- Балезино. Август 2011 г.
- Вокзал станции Киров. Фото 2011 г.
- Вокзал станции Котлас, начало XX века

### Пермь — Вятка
- Пермь I
- Пермь-Заимки (Пермь II)[7]
- Чайковская
- Верещагино
- Чепца
- Пибаньшур, узловая станция: ветка на Игру — Ижевск — Агрыз

- Балезино
- Глазов
- Яр
- Фаленки
- Зуевка
- Вятка-Петербургская

### Вятка — Котлас
- Вятка
- Медянка (488 версты от Перми)[8]
- Юрья (513 верст)
- Великая (537 верст)
- Мураши (562 версты)
- Староверческая (593 версты)
- Опарино (624 версты)
- Альмеж (655 верст)
- Пинюг (677 верст)
- Лунданка (707 верст)
- Луза (730 верст)
- Сусоловка (755 верст). Горьковской ж. д.
- Савватия (781 верста). Северной ж. д.
- Котлас (811 верст). Северной ж. д., паровозный сарай — Локомотивное депо Котлас.

## Инженерные сооружения
Мосты через р. Каму у Перми (длиною 840 м). Проект утверждён в апреле 1896 года. Торжественно открыт 27 января (8 февраля) 1899 года. Взорван отступающими колчаковцами в 1919 году. Движение восстановлено в феврале 1920 года.
Мосты через р. Чепцу, через р. Вятку у Вятки, через р. Лузу.